# Ambrosio de Valencina
Ambrosio de Valencina (Valencina de la Concepción, provincia de Sevilla, 5 de noviembre de 1859-Sevilla, 24 de mayo de 1914), fue un fraile y escritor español perteneciente a la orden religiosa de los Capuchinos.

## Biografía
Poco se sabe de su juventud salvo que trabajó en el campo hasta su ingreso en el noviciado de los Padres Capuchinos. Restauró la Orden Capuchina en Andalucía después de la Exclaustración o Desamortización de Mendizábal. En 1900 fundó la revista El Adalid Seráfico que aún se publica en la actualidad. Predicó en Madrid y ante el Rey Alfonso XIII el Sermón de las Siete Palabras y se cree que unos Ejercicios Espirituales ante el Papa Pío X y el Colegio Cardenalicio. Falleció el 24 de mayo de 1914 y está enterrado en el Convento de los Capuchinos de Sevilla. En 2014 se celebró el centenario de su fallecimiento.

## Obra
Fue un escritor prolijo, autor de varios libros, la mayoría de tema religioso.
- Soliloquios, 1889.
- Leyendas edificantes o historietas piadosas, 1896?
- Flores de mi juventud ó Rimas y versos del M.R.P. Ambrosio de Valencina, 1900.
- Los Capuchinos de Andalucía en la guerra de la independencia, 1910.
- Reseña Histórica de la Provincia Capuchina de Andalucía y Varones Ilustres. En ciencia y virtud que han florecido en ella desde su fundación hasta el presente, 1906-1908 y 1913 (5 tomos).
- La Salve Explicada (obra póstuma).

Viajó como misionero a Oceanía de lo cual también dejó su testimonio escrito.
- Primer ensayo de gramática de la lengua de Yap (Carolinas Occidentales): Con un pequeño diccionario y varias frases en forma de diálogo, 1888.
- Mi viaje a Oceanía:Historia de la Fundación de las Misiones Capuchinas en las Islas Carolinas y Palaos, 1902.